# 非周期彗星

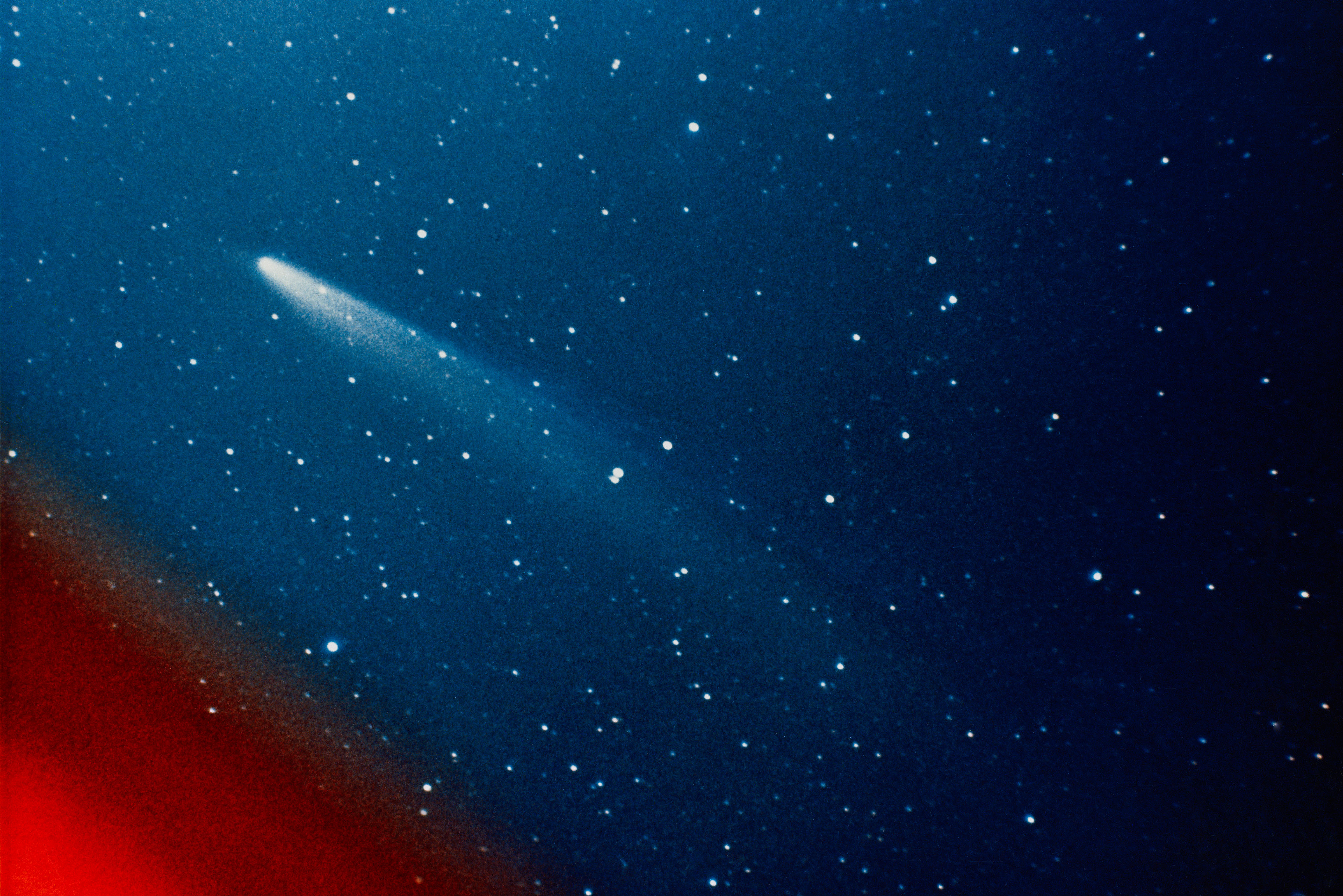
科胡特克彗星

非周期彗星的轨道周期在200年或以上，包括只会单次返回的彗星，它们只会穿过太阳系内部一次。它们通常会有接近拋物线的轨道，所以在数千年内，也不会返回到太阳的附近。（一些长期非周期的彗星专是指彗星永远不会返回到太阳的附近。）
非周期彗星的官方命名是以“C”作开始；不再回归或可能已消失了的彗星以“D”作开始，其中包括D/1770 L1，它被认為受到木星影响而改变轨道。